# Детектив-шоу
«Детектив-шоу» — интеллектуальная телеигра, последовательно выходившая в эфир с 10 января 1999 по 15 июня 2003 года на телеканалах ТВ-6, ОРТ и ТВЦ. Ведущий — Матвей Ганапольский, соведущий — Николай Тамразов. Производство «Авторского телевидения». Является телевизионным аналогом передачи на радио «Эхо Москвы», выходившей в эфир с 1993 года.
Программа стала победителем пятого Евразийского телефорума в номинации «Игры, в которые мы играем» (2002). Вышла в финал национальной телевизионной премии «ТЭФИ» в 2000 и 2001 годах в номинации «Телевизионная игра».

## История
Замысел возник в начале 1990-х годов. В результате длительного поиска формы коллективом авторов (во главе с Матвеем Ганапольским) появилась радиопередача «Её звали Агата», выходившая на «Эхе Москвы» в середине 1990-х годов в течение трёх лет и посвящённая обзору и чтению детективных книг. Анатолий Малкин, генеральный продюсер телекомпании «Авторское телевидение», инициировал производство телевизионной версии передачи.
В октябре 1997 года началась работа по созданию телепрограммы, четыре пилотных выпуска были сняты в начале июня 1998 года. Помимо Ганапольского, в съёмках принимали участие его коллеги по «Эху», артисты Николай Тамразов (соведущий, роль секретаря, или Агаты Кристи) и Константин Кравинский (роль майора Пронина).
Ввиду дефолта длительное время программу никто не собирался покупать, и только в конце 1998 года ей заинтересовались два телеканала — РТР и ТВ-6. Выбор пал в пользу последнего, и 10 января 1999 года передача впервые вышла в эфир на этом канале. К съёмкам второго цикла выпусков приступили в марте, спонсором стало издательство «Эксмо». Их показ проходил с 4 октября 1999 по 9 января 2000 года.
С 29 января по 1 июля 2000 года телепроект выходил на канале ОРТ. В сентябре этого же года телеканал остановил закупку передачи, наряду с 11 другими проектами. На тот момент у АТВ оставалось четыре готовых выпуска программы.
С 30 декабря 2000 года программа транслировалась на телеканале ТВЦ. По мнению главы ТВЦ Олега Попцова, «Детектив-шоу» входило в десятку лучших телепередач на отечественном телевидении.
15 июня 2003 года в эфир вышел последний выпуск программы в форме дайджеста её лучших моментов.
Джекпот в размере 100 000 рублей был выигран только один раз командой «Аэлита» (капитан — Гаянэ Торбочкина).
Программа дважды выходила в финал национальной телевизионной премии «ТЭФИ» (2000, 2001) в номинации «Телевизионная игра».
С 1 октября 2009 по 30 июня 2011 года на канале «Вопросы и ответы» повторялись выпуски 2000—2003 годов.

## Правила
Правила игры самостоятельно разрабатывались авторами программы и незначительно менялись с развитием проекта. Однако можно выделить две основных версии правил.

### 1999 год
Игрокам в зале показывался короткометражный детективный фильм, разделённый на несколько частей (автор сценариев — Сергей Ильвовский, режиссёр — Евгений Гинзбург). Все роли в фильме исполнял один актёр.
По окончании первой и второй частей фильма ведущий выяснял имеющиеся у игроков криминалистические версии (что должно произойти в дальнейшем и кто является преступником). Помимо участников, свои комментарии могло давать жюри, в состав которого входили известные писатели детективного жанра (Татьяна Полякова, Николай Леонов), работники правоохранительных органов (генерал Александр Гуров, заместитель Генерального прокурора Сергей Фридинский) и представители издательства «Эксмо».
После показа третьей части фильма на сцену выходил артист-исполнитель всех ролей, который должен был давать ответы участникам игры от имени любого из изображаемых им персонажей.
По итогам обсуждения версий отбирались несколько участников, по мнению ведущих и жюри, наиболее верно подошедших к разгадке сюжета. Каждый из них должен был дать чёткий и однозначный ответ на вопрос о том, кто совершил преступление. Затем показывался финал фильма и определялся победитель. Победителю вручался символический орден, все участники получали призы от издательства «Эксмо».

### С 2000 года
После перехода на ОРТ игра стала командной. В клубе собирались 8 команд по 5 человек, которые боролись за право выйти на сцену и участвовать в основной части шоу. Ведущий задавал залу несколько вопросов с детективным уклоном: та команда, которая первой давала два правильных ответа, выходила за игровой стол.
Прошедшие отбор команды последовательно разгадывали 4 детективные загадки, на обсуждение каждой загадки давалась одна минута. В случае верного ответа команда получала денежное вознаграждение, в случае неверного ответа не получала ничего. После оглашения ответа команды ведущий обращался к другим командам с просьбой высказать свои версии.
В первых выпусках за каждый верный ответ команда зарабатывала по 3500 рублей, но получить всю выигранную сумму она могла, только если успешно справлялась с последним заданием повышенной сложности — криптограммой (она стоила также 3500 рублей). В последующих выпусках стоимость каждого раскрытого дела варьировалась. В некоторых выпусках команда, не раскрывшая дело, немедленно покидала игровой стол, уступая место верно ответившей команде, которая приступала к следующему заданию. В конце эфира лучшим игрокам по итогам передачи предлагалось в качестве задания особо сложное дело, наградой за раскрытие которого служила крупная сумма денег.
К последней игре сезона из наиболее активных игроков создавалась сборная клуба, претендовавшая на джекпот.

## Участники
В титрах и анонсах программы сообщалось, что игроком клуба может стать любой желающий. Прежде всего, интерес к игре проявили любители детективов, которые самостоятельно сформировали такие команды, как «Агата», «Аэлита», «Неспроста», «Несчастный случай», «Маски-шоу», «Мориарти», «Укроп», «Эркюль». Также в игре принимали участие специально приглашённые команды (журналисты газеты ГУВД Москвы «Петровка, 38», депутаты Мосгордумы и другие).
Съёмки проходили в центре Москвы в особняке XIX века, ставшем зданием Дома культуры типографии «Красный пролетарий» (ул. Делегатская, д. 7, стр. 1), и в студии АТВ (2-й Казачий переулок, д. 11, стр. 1). Первоначально зал был рассчитан на одновременное присутствие 12 команд, но иногда в шоу участвовало более 18 команд.
Актёры, участвовавшие в съёмках детективных историй: Лев Дуров, Армен Джигарханян, Юрий Васильев, Ефим Шифрин и другие.

## Вопросы
Все вопросы игры основаны на реальных уголовных делах из исторической литературы, мемуаров, материалов следствий, рассказов оперативных работников. Поиском информации и подготовкой вопросов занимался редактор Михаил Шифрин.
Вопросы могли быть заданы в различной форме — видеофрагмент, театральная миниатюра в исполнении артистов московских театров, «рассказ потерпевшего», набор «вещественных доказательств». Иногда вопрос (по согласованию с редактором), мог задать и представитель команды-соперника.